# Національна рада з безпеки на транспорті
Національна рада з безпеки на транспорті (англ. National Transportation Safety Board, NTSB) — розслідувальне агентство Федерального уряду США, обов'язком якого є розслідування аварій на цивільному транспорті, зокрема авіаційних, залізничних, деяких видів автомобільних, кораблів і катерів та аварій на трубопроводах. НРБТ також розслідує витоки небезпечних речовин, які сталися під час їхнього транспортування. Вона може допомагати в розслідуваннях військовим та урядам інших країн на їхнє прохання. НРТБ має чотири регіональні офіси в Анкориджі (Аляска), Денвері (Колорадо), Ешбурні (Вірджинія) та в Сієтлі (штат Вашингтон), а також тренувальний центр в Ешбурні.

## Історія
Історія НРБТ почалась Акту про комерційну авіацію 1926, який дав Міністерству торгівлі США повноваження розслідувати внутрішні авіаційні аварії. 1940 року ці повноваження були передані новоствореному Бюро авіаційної безпеки Ради з цивільної аеронавтики. 1967 року Конгрес США створив Міністерство транспорту США, в якому була створена Федеральна авіаційна адміністрація. Також була створена НРБТ, яка взяла на себе обов'язки Бюро авіаційної безпеки. З 1967 до 1975 року НРБТ підпорядковувалась Міністерству транспорту. 1 квітня 1975 року Конгрес затвердив Акт про незалежність ради з безпеки, відповідно до якого НРБТ ставала незалежною організацією. Станом на 2015 рік вона розслідувала близько 140 000 авіаційних аварій та декілька тисяч наземних транспортних аварій.

## Структура
Формально «Національна рада з безпеки на транспорті» є назвою розслідувальної ради, яка складається з п'яти осіб, що призначаються Президентом і затверджуються Сенатом на п'ятирічний термін. Більше трьох членів ради не можуть бути з однієї політичної партії. Одного з цих членів призначають головою на дворічний термін за наказом Президента США, і Сенат затверджує цей наказ. Віце-голову призначають таким самим чином. Зазвичай під назвою «Національна рада з безпеки на транспорті» розуміють все розслідувальне агентство, яким керують ці п'ять членів. Наразі головою є Крістофер Харт, віце-головою є Белла Дін-Зар, ще двома членами є Роберт Сумвальт та Ерл Вінер, одне місце є вакантним.

## Обов'язки та розслідування

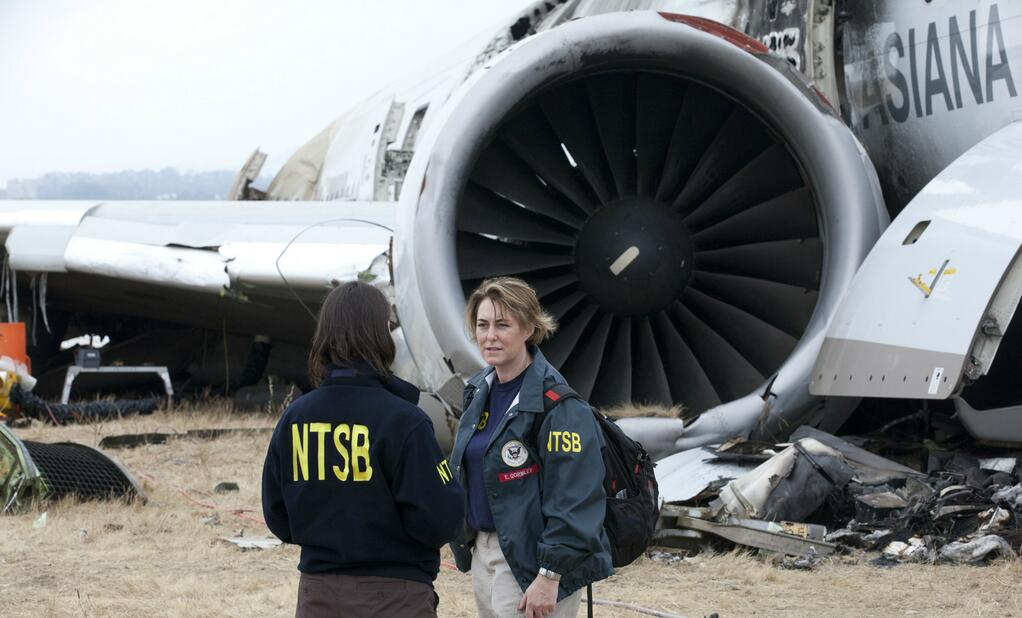
Агенти НРБТ розслідують Катастрофу Boeing 777 у Сан-Франциско.

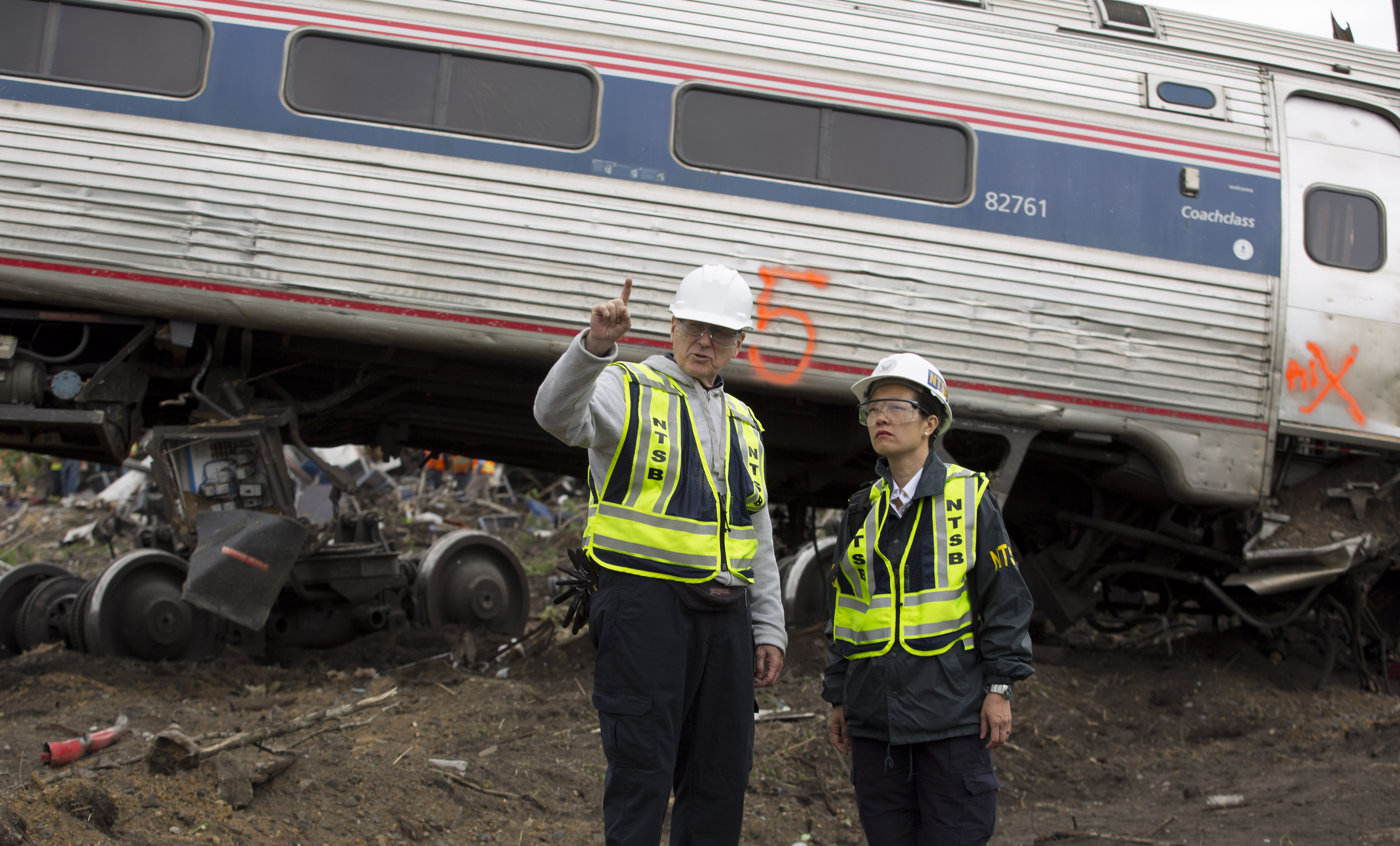
Агенти НРБТ розслідують сходження потяга з рейок в Філадельфії в 2015.

Першочерговою місією НРБТ є визначення причин транспортних аварій та видача рекомендацій для покращення транспортної безпеки. На основі результатів розслідувань, рада видає рекомендації агентствам та інституціям і має певні повноваження щодо запровадження цих рекомендацій, хоча і не має повноважень щодо перевірки їх виконання.
Розслідування значних інцидентів у США зазвичай починаються зі створення «робочої групи», в яку входять спеціалісти в області, пов'язаній з аварією, і які негайно вирушають на місце аварії. Ця робоча група може складатися з 3—12 осіб, залежно від аварії. Після проведення розслідування рада може провести громадські слухання з приводу аварії і результатів її розслідування. Після того, як розслідування завершене, НРБТ публікує звіт, у якому можуть міститись рекомендації.
- Авіація: Рада має повноваження з розслідування всіх аварій у цивільній авіації на території США, а також інцидентів, в яких взяли участь цивільні і військові літаки, але з залученням відповідних військових посадовців. В деяких випадках, через обмеженість ресурсів, НРБТ просить Федеральну авіаційну адміністрацію зібрати інформацію на місці аварії.
- Наземний транспорт: Рада має повноваження з розслідування всіх залізничних аварій та аварій на автотрасах, у яких була значна кількість жертв або значне пошкодження майна.
- Морський транспорт: У розслідуванні водних аварій, повноваження розділені між НРБТ та Береговою охороною США. Розподіл повноважень та обов'язків щодо розслідування водних аварій описаний в деталях в Меморандумі про взаєморозуміння між цими двома організаціями.
- Трубопроводи: Рада має повноваження з розслідування всіх аварій на трубопроводах, які спричинили людські жертви, значне пошкодження майна, або значну шкоду довкіллю.
- Допомога в кримінальних розслідуваннях: НРБТ має повноваження з розслідування аварій на цивільному транспорті, але не кримінальних злочинів. Якщо Генеральний прокурор США оголосить цей випадок пов'язаним зі злочином, рада має передати розслідування Федеральному бюро розслідувань. НРБТ може продовжувати брати участь в розслідуванні, надаючи технічну допомогу ФБР. Наприклад, спеціалісти НРБТ з гарним знанням конструкції літаків допомагали ФБР розслідувати терористичний акт 11 вересня 2001 року[9].
- Допомога іншим державним установам: Окрім допомоги ФБР в кримінальних розслідуваннях, НРБТ також допомагала Національному управлінню з аеронавтики і дослідження космічного простору розслідувати катастрофи шатлів «Челленджер» та «Коламбія». Також НРБТ допомагає Збройним силам США, на їхнє прохання, розслідувати аварій з військовими літаками, наприклад у розслідуванні падіння військово-транспортного літака в Хорватії в 1996 році.
- Допомога іноземним урядам: НРБТ може надати допомогу в розслідуванні урядам інших держав в розслідуванні аварій, що трапилися поза межами США, за деяких умов. Серед таких випадків можуть бути випадки з літаками, які зареєстровані в США, власником яких є американська компанія або в яких містились деталі, виготовлені в США. НРБТ також може надавати технічну та іншу допомогу в розслідуваннях іншим країнам, в яких немає належного обладнання чи спеціалістів.

Серед розслідувань гучних випадків останніх років падіння мосту I-35W в Міннеаполісі (Міннесота) в 2007, зіткнення двох потягів в Вашингтонському метрополітені в 2009, падіння літака біля Баффало (штат Нью-Йорк) в 2009, вибух трубопроводу в Сан-Бруно (Каліфорнія) в 2010 та затоплення корабля-амфібії в Філадельфії в 2010.

## Рекомендації
Від моменту свого створення НРБТ видало близько 14 000 рекомендацій з підвищенням транспортної безпеки, з яких 73 % були повністю чи частково запроваджені. Починаючи з 1990 року, рада щорічно публікує список рекомендацій, які на її думку, значно покращать транспортну безпеку. Серед покращень, запропонованих НРБТ або таких, що були введені через їхні звіти:
- Авіація
  - Система уникнення зіткнень літаків в повітрі
  - Система попередження про наближення до землі
  - Система виявлення зсуву вітру
  - Детектори диму в туалетах
  - Закачування інертних газів в баки з паливом
- Автомобільний транспорт
  - Заборона продажу спиртних напоїв особам молодше 21 року
  - Розумна система подушок безпеки
  - Задні гальмівні фари
  - Комерційні водійські права
  - Покращення конструкції шкільних автобусів
- Залізничний транспорт
  - Система уникнення зіткнень потягів
  - Покращення конструкції аварійних виходів в потягах
  - Покращення конструкції вагонів для перевезення небезпечних речовин
- Водний транспорт
  - Правила безпеки відпочинку на човнах
  - Покращення пожежної безпеки на круїзних лайнерах
  - Засоби порятунку на рибальських човнах
- Трубопроводи
  - Уникнення пошкоджень при розкопуванні
  - Захист труб від корозії
  - Дистанційні запірні клапани
- Всі види транспорту
  - Перевірка водіїв на стан алкогольного чи наркотичного сп'яніння

## Інші обов'язки

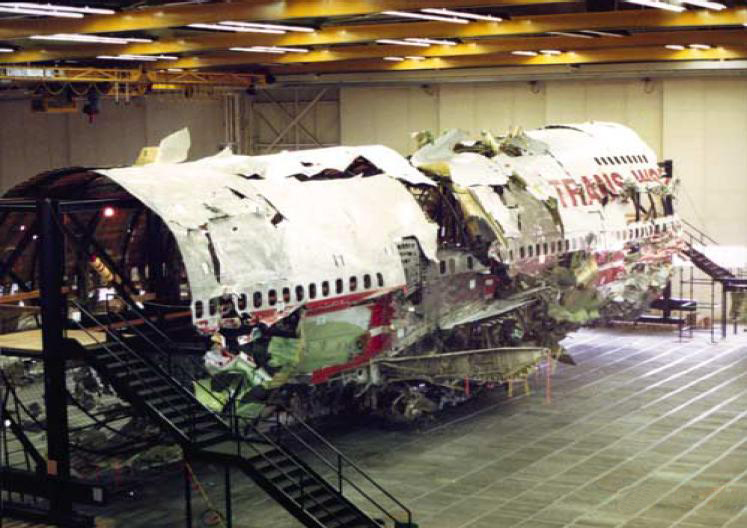
реконструйований фрагмент TWA 800.

Маловідомим обов'язком НРБТ є виконання обов'язків апеляційної інстанції для пілотів, авіатехніків, компаній пов'язаних з авіацією та моряків, в яких Федеральна авіаційна адміністрація або Берегова охорона забрали ліцензії. НРБТ винаймає декількох адміністративних суддів, які розглядають такі справи, тале рада може розглянути таку справу самостійно. Рішення ради можуть бути оскаржені в федеральних судах США, але федеральні суди не відмінять рішення ради, якщо воно не було прийняте із зловживаннями чи з недостатньою кількістю доказів.
Також НРБТ має власну академію в Ешбурні, Вірджинія, в який проходять підготовку співробітники НРБТ та інших урядових організацій, іноземних урядових організацій та приватних компаній. У цій академії є реконструйована частина літака TWA 800 довжиною в 30 метрів для навчальних цілей.